# Lingote

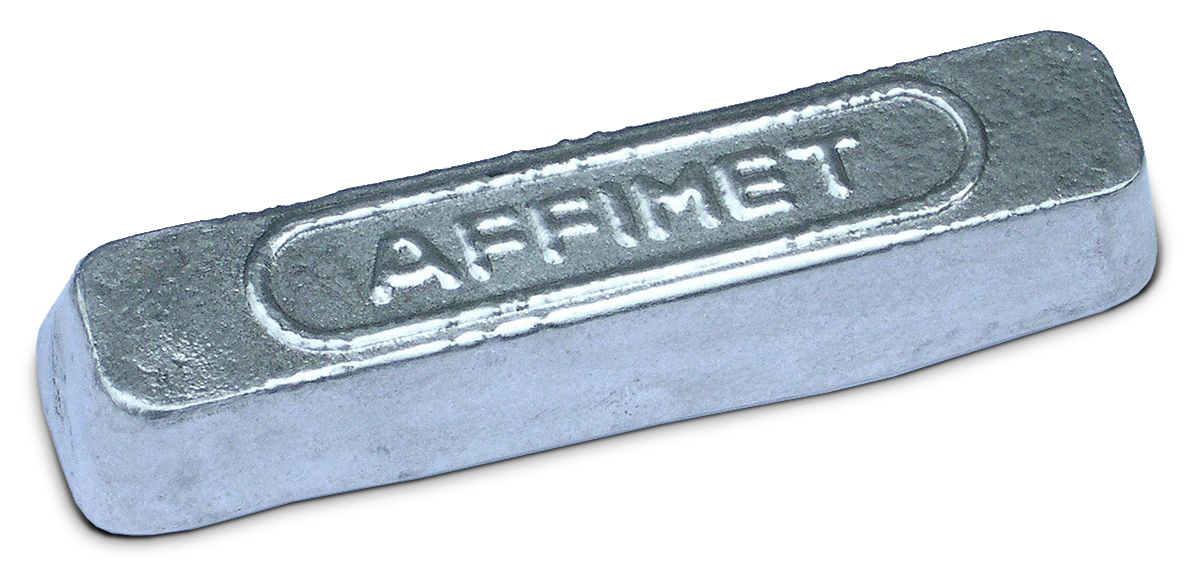
Lingote de aluminio después de ser sacado del molde.

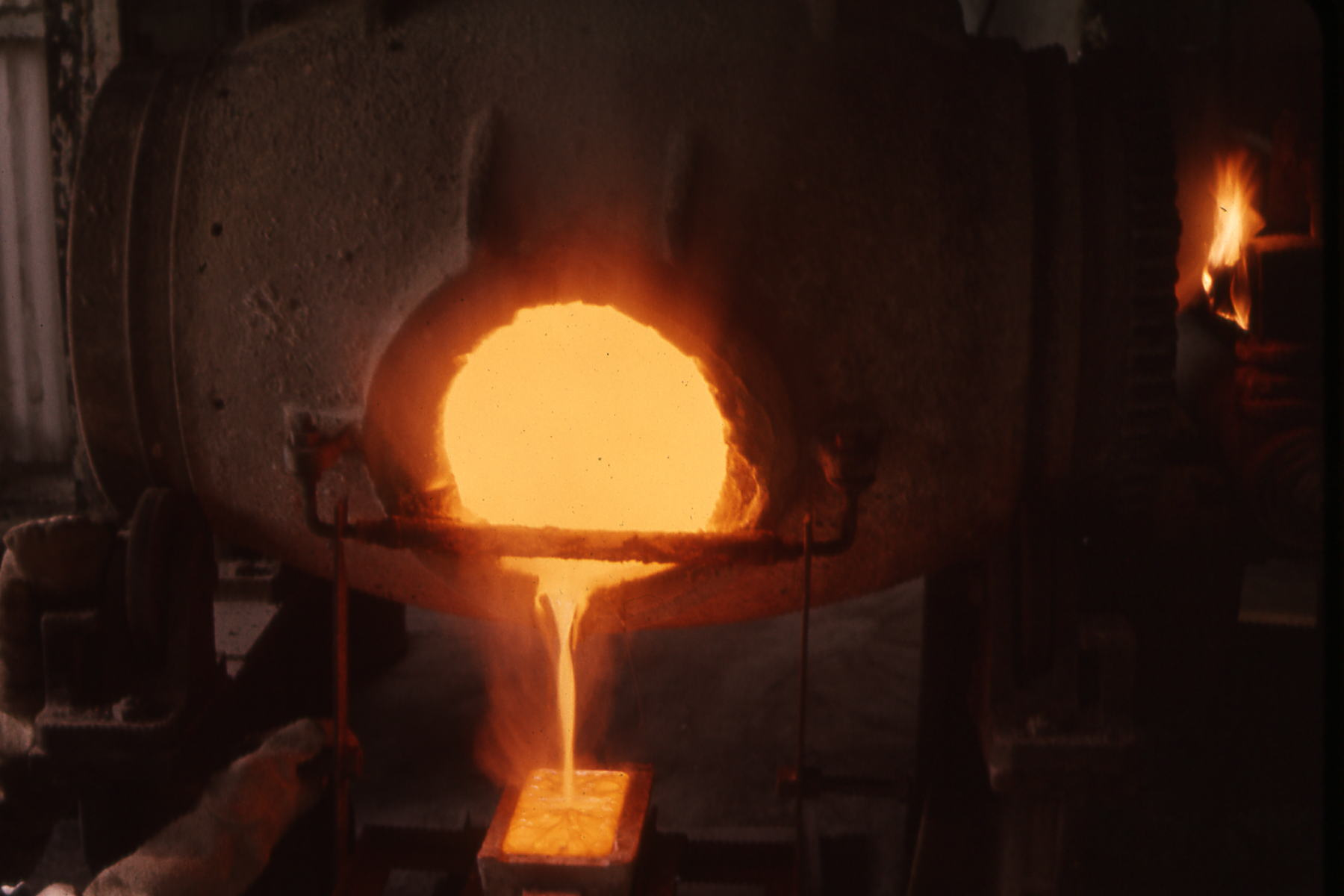
Fabricación de un lingote de oro.

Un lingote es una masa de material fundido (principalmente de hierro, plata, oro o platino) dentro de un molde.

## Tipos de lingote

### Metálico
Los lingotes metálicos se fabrican calentando la aleación por encima de su punto de fusión y volcando el metal líquido dentro de moldes preparados al efecto. Los lingotes de metales primarios se utilizan luego en la industria para producir otras piezas metálicas, mediante fundición, extrusión u otros medios tecnológicos.

### Material semiconductor
En la industria electrónica se utilizan lingotes monocristalinos de material semiconductor fabricados mediante el método Czochralski o el de Bridgeman.

### Lingote de oro
Los lingotes de oro de 400 onzas troy (12,4 kg) con un mínimo del 99,5% de pureza constituyen el estándar internacional Good Delivery para su almacenamiento y comercio como reserva y otras operaciones importantes por los bancos centrales que las mantienen, así como otros grandes operadores. Debido a su alto precio, para el comercio a menor escala se usan barras de 1 kg (kilobarra) o, en algunos casos, 500 gramos. En el mercado más minorista se suelen emplear barritas de pesos inferiores.

## Estructura cristalina

Estructura cristalina de un lingote metálico.

Los lingotes se fabrican en general con moldes en forma de paralelepípedo o una pirámide truncada de base rectangular, para facilitar su estibaje. Como el enfriamiento se inicia en la superficie, se crea un gradiente de temperatura donde el centro del líquido permanece más caliente que los bordes. En consecuencia, la solidificación comienza por la superficie y termina en el centro, generando una estructura cristalina típica en tres «capas»: una cristalización columnar en la superficie, dendrítica en la capa siguiente, y equiaxial en el centro.
Al solidificarse, el metal disminuye su volumen y la superficie del lingote en contacto con la atmósfera presenta en general una concavidad denominada «de retracción». Si la fundición ha sido deficiente, el lingote presentará fisuras en su superficie, y poros en su interior.
Existen diversas técnicas para mejorar y homogeneizar la estructura cristalina de un lingote, incluyendo el estricto control de la velocidad de solidificación, el aislamiento de determinadas partes de los moldes para producir una solidificación dirigida, y el uso de técnicas de floculación.